# Australoide

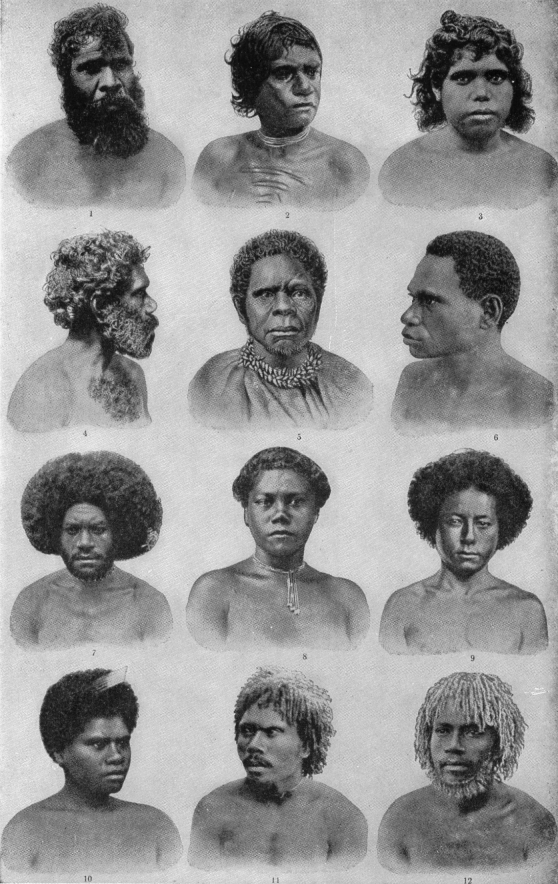
Tipos de australoides según The New Student's Reference Work (1914)

Australoide (también referido como australomelanesoide, australasiana o australomelanesia) corresponde a un concepto pseudocientífico obsoleto, que tuvo cierta aceptación en el s.XIX. Según la definición de Thomas Huxley de 1870, el término se usó originariamente para designar a los pueblos autóctonos de Australia, Melanesia y ciertas poblaciones del subcontinente indio y el Sudeste Asiático. Otros los incluían dentro de los negroides.
Se consideraba australoides a los aborígenes australianos, melanesios, negritos, veddas, mundas y drávidas.
A la luz de los avances en el entendimiento de la genética humana, existe un amplio consenso entre los científicos modernos de que no existen razas humanas en un sentido biológico y que el concepto de razas distintas está enraizado en procesos sociopolíticos e históricos más que en la observación empírica.

Las razas no existen, ni biológicamente ni científicamente. Los hombres por su origen común, pertenecen al mismo repertorio genético. Las variaciones que podemos constatar no son el resultado de genes diferentes. Si de "razas" se tratara, hay una sola "raza": la humana.
José Marín Gonzáles

Según Huxley, esta raza fue la primera en separarse del resto, poseyendo características tales como un marcado arco superciliar, un cráneo alargado, mandíbulas grandes y pesadas, prognatismo, el color de la piel oscila desde el castaño hasta el negro y su cabello es ondulado o rizado sin llegar a ser crespo como sucede en el tipo negroide, siendo también de color negro aunque observándose la peculiaridad de que a menudo presentan el cabello de un color rubio variado sobre todo en niños y algunos adolescentes.